# Jaroslava Panýrková
Jaroslava Panýrková (* 3. června 1939 Praha) je česká herečka, konferenciérka, televizní hlasatelka a moderátorka, druhá manželka herce Darka Vostřela.

## Životopis
S herectvím začínala v roce 1957 ještě jako studentka střední školy ve filmu Štěňata, po maturitě se stala členkou hereckého souboru Filmového studia Barrandov. Později hrála i v divadle,
vystupovala jako host v pražském Rokoku, kde se seznámila s Darkem Vostřelem, který byl ředitelem tohoto divadla. Stala se jeho druhou manželkou a z manželství se narodila dcera Kateřina. Jejím posledním filmem se stal snímek Na kolejích čeká vrah z roku 1970.
S konferováním začala ve známém pražském souboru Laterny magiky, kde působila v 60. letech 20. století. Odtud pak přešla v roce 1969 do Československé televize, kde do roku 1974 pracovala jako televizní hlasatelka. Odtud byla v důsledku normalizace vyhozena a až do roku 1991 se své umělecké a moderátorské činnosti nemohla věnovat a pracovala v různých dělnických a administrativních profesích.
Na české televizní obrazovky se vrátila v roce 1991, kdy osm let v České televizi moderovala televizní pořad Nedělní ráno. Působila i v rozhlase, kde na Frekvenci 1 uváděla pořad Dámský klub, pracovala i na stanici Collegium.

## Filmografie, výběr
- 1957 Štěňata
- 1958 Hlavní výhra
- 1959 Kruh
- 1960 Srpnová neděle
- 1961 Hledá se táta
- 1961 Noční host
- 1970 Na kolejích čeká vrah